# Wolitun (sockenhuvudort i Kina, Heilongjiang Sheng, lat 46,47, long 125,29)
Wolitun (kinesiska: 卧里屯, 卧里屯乡) är en sockenhuvudort i Kina. Den ligger i provinsen Heilongjiang, i den nordöstra delen av landet, omkring 130 kilometer nordväst om provinshuvudstaden Harbin. Antalet invånare är 21 521. Befolkningen består av 10 458 kvinnor och 11 063 män. Barn under 15 år utgör 13,0 %, vuxna 15-64 år 80 %, och äldre över 65 år 6,0 %.
Runt Wolitun är det ganska tätbefolkat, med 120 invånare per kvadratkilometer. Närmaste större samhälle är Anda, 7,6 km söder om Wolitun. Trakten runt Wolitun består i huvudsak av gräsmarker.
Genomsnittlig årsnederbörd är 739 millimeter. Den regnigaste månaden är juli, med i genomsnitt 211 mm nederbörd, och den torraste är januari, med 4 mm nederbörd.